# Димитър Томалевски
Димитър (Митко) Христов Томалевски с псевдоним Макуш е български общественик, деец на Македонския младежки съюз и Вътрешната македонска революционна организация.

## Биография
Томалевски е роден в 1892 година в българско мияшко семейство в град Крушево, тогава в Османската империя. Баща му Христо Димов Томалевски е предприемач, по произход от Галичник, а майка му Коца Георгиева Гарска - от Гари. Нейният баща Гьоре работи като дограмаджия в Скеча и там оглавява българската църковна и просветна борба, като отваря първата църква и училище. Негови братя са видният деец на ВМРО Наум Томалевски и писателят есеист Георги Томалевски. През 1924 година е избран за председател на Рилското македонско благотворително братство.
Димитър Томалевски е сред учредителите на Македонския младежки съюз. Влиза в ръковоството на организацията. Участва като делегат на Крушевското благотворително братство в обединителния конгрес на Македонската федеративна организация и Съюза на македонските емигрантски организации от януари 1923 година. След убийството на генерал Александър Протогеров в 1928 година, подкрепя протогеровисткото крило на ВМРО.
Димитър Томалевски е нападнат и ранен през септември 1932 година от привърженици на михайловистите, след което бяга от България.
Умира в 1964 година в София.